# Цефал и Прокрис (опера Арайи)
«Цефал и Прокрис» ― опера итальянского композитора Франческо Арайи, работавшего при русском императорском дворе. Датируемая 1755 годом, она считается первой оперой, написанной и исполнявшейся на русском языке. В её основу легло русское либретто А. П. Сумарокова, основанное на «Метаморфозах» Овидия.

## История создания
В 1735—1762 годах (с перерывами) Франческо Арайя работал в России и был придворным капельмейстером во времена царствования Анны Иоанновны и Елизаветы I Петровны. В качестве композитора он дебютировал 29 января 1736 года оперой «Сила любви и ненависти», написанной им ещё в Италии: именно с неё начинается история оперы в России. Кроме того, Арайя создал первую оперу, написанную на оригинальный русский текст, — «Цефал и Прокрис». Её либретто было написано А. П. Сумароковым на сюжет из VII книги «Метаморфоз» Овидия; таким образом, великого поэта и драматурга можно также считать первым русским либреттистом.

## История постановок
Премьера оперы состоялась во временном деревянном театре на Царицыном лугу (ныне — Марсово поле) в Санкт-Петербурге 7 марта [27 февраля по старому стилю] 1755 года. Сценографом выступил Джузеппе Валериани. Это была первая опера, исполненная русскими певцами, причём сольные партии, в опере-сериа традиционно исполнявшиеся певцами-кастратами, были доверены юным исполнителям из придворной капеллы, старшему из которых было 14 лет. Главные роли исполнили Елизавета Белоградская (Прокрис) и Гаврило Марценкович, известный как «Гаврилушка» (Цефал). Другими актёрами были «певчие» графа Андрея Кирилловича Разумовского: Стефан Евстафьев (Аврора), Стефан Ржевский (Эрехтей, царь Афин), Николай Ктарев (Минос, царь Крита), Иван Татищев (Тестор, придворный маг). В спектакле был также задействован хор из пятидесяти певчих и оркестр, подкреплённый трубами и литаврами. Опера имела большой успех, и композитор получил в подарок от императрицы Елизаветы Петровны роскошную соболью шубу стоимостью 500 рублей.
В 1991 году опера вновь была поставлена в Москве антрепризой И. Муратовой в помещении Драматического театра им. А. С. Пушкина.
В концертном исполнении опера прозвучала 14 июня 2001 года в Мариинском театре Санкт-Петербурга. В полном варианте она впервые была показана 4 октября 2016 года в Эрмитажном театре (Санкт-Петербург) в рамках XIX Международного фестиваля EARLYMUSIC. 8-го и 10-го декабря 2017 года состоялись показы «Цефала и Прокрис» на Новой сцене Большого театра в Москве, приуроченные к 300-летию со дня рождения Сумарокова.

## Сюжет
История Цефала (или Кефала) и Прокрис (или Прокриды) восходит к античному мифу о молодожёнах, которые сначала нарушили супружеские клятвы, а потом счастливо простили друг друга. Финал её трагичен: на охоте Цефал по ошибке пронзил жену копьём. Эта история, однако, была преобразована Сумароковым в нечто совершенно иное. Его либретто ― это повесть о преданной любви и трагической судьбе двух героев. В афинскую царевну Прокрис влюблён критский царь Минос, гостящий в Афинах вместе со своим придворным волшебником Тестором, тогда как Цефала любит богиня зари, Аврора. Она похищает Цефала прямо со свадебной церемонии в храме, но он отвергает её любовь. Между тем Прокрис, страдая от ревности, вселённой в её сердце Тестором, прячется в кустах, следя за мужем, и тот, целясь в зверя, смертельно ранит свою собственную жену.

## Либретто и музыка
Сумароков, ранее переводивший на русский язык итальянские оперные либретто, несомненно, владел канонами европейской оперной драматургии. Что касается его поэтического языка, то он представлял собой переходный этап от барочного нагромождения образов и звуков к сентиментальной простоте «чувствительного» стиля.
«Цефал и Прокрис» создана в традиционном для итальянской музыки жанре оперы-сериа. В музыке последовательно сменяются речитативы secco и арии da capo. Однако опера существенно отличается от итальянских опер-сериа того времени, где не было места ничему иррациональному и фантастическому, а трагические развязки всячески избегались. Многое в ней характерно для более ранней традиции барокко, в том числе многочисленные зрелищные эффекты. Трёхактная опера длится около четырёх часов; в музыке преобладает размеренный, созерцательно-медитативный характер.